# Molières 2022
La 33e cérémonie des Molières se déroule le 30 mai 2022 aux Folies Bergère à Paris. Elle est présidée par Isabelle Carré et est présentée par Alex Vizorek,. Elle est retransmise sur France 3.
La cérémonie est rebaptisée 400e cérémonie des Molières en hommage au dramaturge dont le 400e anniversaire est célébré cette année. 
La cérémonie n'a pas eu lieu en 2021 en raison de la pandémie de Covid-19.  Les spectacles éligibles cette année sont ceux qui se sont joués sur la période élargie allant du 6 janvier 2020 au 31 mars 2022. 
C'est la deuxième fois que l'humoriste Alex Vizorek présente la cérémonie. Il l'avait présentée en 2019.
Les nommés sont annoncés le 31 mars 2022.
Nommé 5 fois, Comme il vous plaira mis en scène par Léna Bréban reçoit 4 récompenses. 
À la suite du mouvement #MeToo théâtre, l’association Actrices et acteurs de France associés (AAFA) propose de « nommer un référent ou une référente » pour les violences sexuelles et sexistes dans les institutions théâtrales, comme c’est le cas sur les tournages de cinéma ».

## Palmarès

### Molière du comédien dans un spectacle de théâtre public
- Jacques Gamblin dans Harvey de Mary Chase, mise en scène de Laurent Pelly
  - Pierre Guillois dans Les Gros patinent bien – cabaret de carton de Pierre Guillois et Olivier Martin-Salvan, mise en scène de Pierre Guillois et Olivier Martin-Salvan
  - Olivier Martin-Salvan dans Les Gros patinent bien – cabaret de carton de Pierre Guillois et Olivier Martin-Salvan, mise en scène Pierre Guillois et Olivier Martin-Salvan
  - Jacques Weber dans Le Roi Lear de William Shakespeare, mise en scène Georges Lavaudant

### Molière du comédien dans un spectacle de théâtre privé
- Maxime d'Aboville dans Berlin Berlin de Patrick Haudecoeur et Gérald Sibleyras, mise en scène de José Paul
  - Pierre Arditi dans Fallait pas le dire ! de Salomé Lelouch, mise en scène de Ludivine de Chastenet et Salomé Lelouch
  - Michel Boujenah dans L’Avare de Molière, mise en scène de Daniel Benoin
  - André Marcon dans Avant la retraite de Thomas Bernhard, mise en scène Alain Françon

### Molière de la comédienne dans un spectacle de théâtre public
- Clotilde Hesme dans Stallone de Fabien Gorgeart, Clotilde Hesme et Pascal Sangla, d’après Emmanuèle Bernheim, mise en scène de Fabien Gorgeart
  - Emeline Bayart dans On purge bébé de Georges Feydeau, mise en scène de Emeline Bayart
  - Julie Depardieu dans Snow Thérapie d’après Ruben Östlund, mise en scène de Salomé Lelouch
  - Isabelle Huppert dans La Cerisaie d’Anton Tchekhov, mise en scène de Tiago Rodrigues

### Molière de la comédienne dans un spectacle de théâtre privé
- Barbara Schulz dans Comme il vous plaira de William Shakespeare, mise en scène Léna Bréban
  - Catherine Hiegel dans Avant la retraite de Thomas Bernhard, mise en scène d’Alain Françon
  - Vanessa Paradis dans Maman de Samuel Benchetrit, mise en scène Samuel Benchetrit
  - Cristiana Reali dans Simone Veil – Les combats d’une effrontée d’après Simone Veil, mise en scène de Pauline Susini

### Molière du comédien dans un second rôle
- Nicolas Lumbreras dans La Course des géants de Mélody Mourey, mise en scène Mélody Mourey
  - Thomas Blanchard dans La Seconde Surprise de l’amour de Marivaux, mise en scène d’Alain Françon
  - Jean-Paul Bordes dans Comme il vous plaira de William Shakespeare, mise en scène de Léna Bréban
  - Andy Cocq dans Les Producteurs de Mel Brooks, mise en scène Alexis Michalik
  - François Marthouret dans Le Roi Lear de William Shakespeare, mise en scène Georges Lavaudant
  - Pascal Sangla dans Stallone de Fabien Gorgeart, Clotilde Hesme et Pascal Sangla, d’après Emmanuèle Bernheim, mise en scène de Fabien Gorgeart

### Molière de la comédienne dans un second rôle
- Ariane Mourier dans Comme il vous plaira de William Shakespeare, mise en scène Léna Bréban
  - Dominique Blanc dans Le Tartuffe ou l'Imposteur de Molière, mise en scène Ivo van Hove
  - Emmanuelle Bougerol dans Le Voyage de Gulliver d’après Jonathan Swift, mise en scène Christian Hecq et Valérie Lesort
  - Ludivine de Chastenet dans Snow Thérapie d’après Ruben Östlund, mise en scène Salomé Lelouch
  - Marie Lanchas dans Berlin Berlin de Patrick Haudecoeur et Gérald Sibleyras, mise en scène José Paul
  - Noémie Lvovsky dans Avant la retraite de Thomas Bernhard, mise en scène Alain Françon

### Molière de la révélation masculine
- Benoît Cauden dans Les Producteurs de Mel Brooks, mise en scène Alexis Michalik
  - Anthony Audoux dans Héritiers de Nasser Djemaï, mise en scène Nasser Djemaï
  - Kamel Isker dans Là-bas, de l’autre côté de l’eau de Pierre-Olivier Scotto, mise en scène de Xavier Lemaire
  - Maxime Taffanel dans Cent mètres papillon de Maxime Taffanel, mise en scène de Nelly Pulicani

### Molière de la révélation féminine
- Salomé Villiers dans Le Montespan de Jean Teulé, mise en scène Etienne Launay
  - Suzanne de Baecque dans La Seconde Surprise de l’amour de Marivaux, mise en scène d’Alain Françon
  - Laetitia Casta dans Clara Haskil, prélude et fugue de Serge Kribus, mise en scène Safy Nebbou
  - Caroline Rochefort dans Changer l’eau des fleurs de Mikaël Chirinian et Caroline Rochefort d’après Valérie Perrin, mise en scène Delphine Brouard, Mikaël Chirinian et Salomé Lelouch

### Molière du théâtre public
- Les Gros patinent bien – cabaret de carton de Pierre Guillois et Olivier Martin-Salvan, mise en scène de Pierre Guillois et Olivier Martin-Salvan, Compagnie Le Fils du Grand Réseau
  - Féminines de Pauline Bureau, mise en scène de Pauline Bureau, Compagnie La Part des Anges
  - L’Île d’or du Théâtre du Soleil, mise en scène d’Ariane Mnouchkine, Théâtre du Soleil
  - Le Voyage de Gulliver d’après Jonathan Swift, mise en scène de Christian Hecq et Valérie Lesort, Théâtre des Bouffes du Nord et la Compagnie Point Fixe

### Molière du théâtre privé
- Comme il vous plaira de William Shakespeare, mise en scène Léna Bréban, Théâtre de la Pépinière
  - Avant la retraite de Thomas Bernhard, mise en scène Alain Françon, Théâtre de la Porte Saint-Martin
  - La Course des géants de Mélody Mourey, mise en scène Mélody Mourey, Théâtre des Béliers parisiens
  - Lawrence d’Arabie d’Éric Bouvron et Benjamin Penamaria, mise en scène Eric Bouvron, Treizième Art et Théâtre du Gymnase Marie-Bell

### Molière de l'auteur francophone vivant
- Pauline Bureau pour Féminines
  - Jean-Philippe Daguerre pour Le Petit coiffeur
  - Jean-Claude Grumberg pour La plus précieuse des marchandises
  - Christophe Honoré pour Le Ciel de Nantes
  - Salomé Lelouch pour Fallait pas le dire !
  - Mélody Mourey pour La Course des géants

### Molière du metteur en scène d'un spectacle de théâtre public
- Christian Hecq et Valérie Lesort pour Le Voyage de Gulliver d’après Jonathan Swift
  - Pauline Bureau pour Féminines de Pauline Bureau
  - Pierre Guillois et Olivier Martin-Salvan pour Les Gros patinent bien – cabaret de carton de Pierre Guillois et Olivier Martin-Salvan
  - Ariane Mnouchkine pour L’Île d’or du Théâtre du Soleil

### Molière du metteur en scène d'un spectacle de théâtre privé
- Léna Bréban pour Comme il vous plaira de William Shakespeare
  - Éric Bouvron pour Lawrence d’Arabie d’Éric Bouvron et Benjamin Penamaria
  - José Paul pour Berlin Berlin de Patrick Haudecoeur et Gérald Sibleyras

### Molière de la comédie
- Berlin Berlin de Patrick Haudecoeur et Gérald Sibleyras, mise en scène de José Paul, Théâtre Fontaine
- Chers parents d’Armelle Patron et Emmanuel Patron, mise en scène d’Anne Dupagne et Armelle Patron, Théâtre de Paris – Salle Réjane
- L’Embarras du choix de Sébastien Azzopardi et Sacha Danino, mise en scène de Sébastien Azzopardi, Théâtre Michel et Théâtre de la Gaîté Montparnasse
- Fallait pas le dire ! de Salomé Lelouch, mise en scène Ludivine de Chastenet et Salomé Lelouch, Théâtre de la Renaissance

### Molière du spectacle musical
- Les Producteurs de Mel Brooks, mise en scène de Alexis Michalik, Théâtre de Paris
  - Mais quelle Comédie ! de Serge Bagdassarian et Marina Hands, mise en scène de Serge Bagdassarian et Marina Hands, Comédie-Française – Salle Richelieu
  - MARS – 2037 de Nicolas Ducloux et Pierre Guillois, mise en scène de Pierre Guillois, Compagnie Le Fils du Grand Réseau
  - Le Roi Lion de Roger Allers et Irene Mecchi, d’après Irene Mecchi, Jonathan Roberts et Linda Woolverton, mise en scène de Véronique Bandelier, Anthony Lyn et Julie Taymo, Théâtre Mogador

### Molière de l'humour
- Vincent Dedienne dans Un soir de gala de Juliette Chaigneau, Vincent Dedienne, Anaïs Harté et Mélanie Lemoine, mise en scène Juliette Chaigneau et Vincent Dedienne
  - Alex Vizorek dans Ad Vitam d’Alex Vizorek, mise en scène Stéphanie Bataille
  - Camille Chamoux dans Le Temps de vivre de Camille Chamoux et Camille Cottin, mise en scène Vincent Dedienne
  - Gaspard Proust dans Nouveau spectacle de Gaspard Proust

### Molière seul(e) en scène
- La Métamorphose des cigognes avec Marc Arnaud, de Marc Arnaud, mise en scène Benjamin Guillard, La Scala et Théâtre Comédie Odéon
  - Le Champ des possibles – Elise, chapitre 3 avec Élise Noiraud, d’Élise Noiraud, mise en scène d’Élise Noiraud, Compagnie 28
  - Lettres de mon moulin avec Philippe Caubère, d’Alphonse Daudet, mise en scène de Philippe Caubère, La Comédie Nouvelle
  - La Promesse de l’aube avec Franck Desmedt, de Romain Gary, mise en scène Stéphane Laporte et Dominique Scheer, Lucernaire (centre culturel)

### Molière du jeune public
- J’ai trop d’amis de David Lescot, mise en scène de David Lescot, Théâtre de la Ville – Paris et Compagnie du Kaïros
  - Blanche Neige et les sept nains, d’après les frères Grimm, mise en scène d’Olivier Solivérès, Théâtre de la Gaîté Montparnasse
  - Hansel et Gretel, d’après les frères Grimm, mise en scène de Rose Martine, Studio-Théâtre de la Comédie-Française
  - Les Mystérieuses cités d’or d’Igor de Chaillé et Ely Grimaldi, mise en scène de Nicolas Nebot, Théâtre des Variétés

### Molière de la création visuelleet sonore
- Le Voyage de Gulliver
  - Les Gros patinent bien – cabaret de carton
  - Les Producteurs
  - Le Roi Lion

### Molière d'honneur
- Jacques Weber